# Nikon D60
Nikon D60 — цифровой зеркальный фотоаппарат начального уровня компании Nikon с разрешением матрицы Sony ICX-493-AQA 10,2 мегапикселя.
Фотоаппарат был анонсирован в январе 2008 года и является заменой Nikon D40x в модельном ряде камер компании.

## Особенности модели
Основными особенностями фотокамеры по сравнению с D40x являются:
- Процессор Nikon EI-137, аналогичный модели D3000, D80, D40x, D40.[1][2]
- Механизм самоочистки сенсора;
- Возможность редактирования фотографий непосредственно на камере;
- Система автоматического поворота изображения на дисплее при изменении положения камеры;
- Китовый объектив с оптической стабилизацией (не во всех вариантах поставки);
- и др.

## Комплект поставки
Камера Nikon D60 комплектуется батареей семейства Nikon EN-EL9, зарядным устройством, кабелем USB, наглазником, ремешком, крышкой байонета, заглушками для видоискателя и гнезда горячего башмака.
Наиболее распространены два «Кит»-варианта поставки: один комплектуется объективом AF-S DX Nikkor 18-55mm f/3.5-5.6G VR с оптической стабилизацией. Во втором объектив такой же, но без поддержки VR.
Также существует вариант поставки, комплектующийся более универсальным объективом AF-S DX NIKKOR 18-135mm f/3.5-5.6G, но имеющий и более высокую цену.